# Trainkos
Trainkos является компанией-оператором железных дорог в Косово. Она была основана в 1999 году и имеет штаб-квартиру в городе Косово Поле.

## Организация
В сентябре 2011 года Косовские железные дороги (алб. Hekurudhat e Kosovës; серб. Kosovske Železnice) были разделены на две компании: Trainkos, занимающуюся пассажирскими и грузовыми перевозками, и Infrakos, отвечающую за обслуживание железнодорожной инфраструктуры.

## История
В 1873 году первая железная дорога была построена на территории нынешнего Косово. Она вела от Скопье на юге через города Дженерал Янкович и Косово Поле на север в город Митровицу. Линия была построена как часть Румелийской железной дороги.
Между 1929 и в 1991 годами железная дорога обслуживалась компанией Jugoslovenske Železnice (JŽ), а затем компанией в Železnice Srbije (ŽS). После Косовской войны в 1999 года расположенные на территории Косова участки железных дорог перешли к компании Hekurudhat e Kosovës (HK) или Kosovske Železnice (KŽ), в 2001 году началась регулярная эксплуатация. В 2011 году HK изменила своё имя на Trainkos.

## Железнодорожная сеть
Компания Trainkos обслуживает 436,851 км железных дорог в Косове, из которых 333,451 км используются для грузовых и пассажирских перевозок и 103,4 км только для грузовых перевозок. Эта не электрифицированная сеть изначально состояла из двух линий, пересекающихся в Косовом Поле: основной линии, идущей из Кралево в Западной Сербии через Косовску-Митровицу и Косово Поле в Скопье в Македонии, и ветки, идущей с востока на запад от города Ниш на юге Сербии через Приштину и Косово Поле с двумя ответвлениями, идущими в Печ и Призрен. По этим линиям из Приштины в Печ и из Косова в Македонию ходят пассажирские поезда. В Северном Косово действует сербская ŽS, обслуживающая участок Кралево-Звечан. Другие части сети в настоящее время не используется. В течение многих лет, были планы продлить ветку до Призрена и далее через границу Албании, соединившись с сетью Hekurudha Shqiptare. Пока эти планы не продвинулись дальше декларации о намерениях.

## Перевозки
Имеется 3 типа пассажирских поездов: пригородный поезд, Freedom of Movement и InterCity. В качестве подвижного состава чаще всего используются дизель-поезда Y1 двойной тяги или Di 3 с двумя пассажирскими вагонами бывшей SJ. Поезда InterCity состоят обычно одного пассажирского вагона бывшей SJ Trainkos’а и одного македонского пассажирского вагона.
Грузовые перевозки играют важную роль в экономике Косова. Международные грузовые перевозки осуществляются через город Дженерал-Янкович и через контейнерный терминал находящийся недалеко от аэропорта Приштины, возле станции Миради.

## Подвижной состав
Подвижной состав частично остался со времён Югославских железных дорог и частично был импортирован из европейских стран.

### Локомотивы
Имеются следующие локомотивы:
| Номер | Тип                                | Статус                                                |
| ----- | ---------------------------------- | ----------------------------------------------------- |
| 001   | Бывший HŽ 2044-031                 | Эксплуатируется, пассажирские перевозки               |
| 002   | Бывший JŽ 661 132                  | Не эксплуатируется                                    |
| 003   | Бывший JŽ 661 228                  | Эксплуатируется, грузовые перевозки                   |
| 004   | Бывший JŽ 661 231                  | Не эксплуатируется                                    |
| 005   | Бывший NSB Di3a 619                | Эксплуатируется, пассажирские грузовые перевозки      |
| 006   | Бывший NSB Di3a 633                | Сломан электрический генератор, в ремонте (июль 2009) |
| 007   | Бывший NSB Di3b 641                | Эксплуатируется, пассажирские грузовые перевозки      |
| 008   | Бывший NSB Di3b 643 (VR KDs1 2402) | Не эксплуатируется, неисправность тормоза             |
| 009   | Vossloh G 1700-2 BB                | Эксплуатируется, грузовые перевозки                   |
| 010   | JT38CW-DC Gredelj-Croatia          | Эксплуатируется, грузовые перевозки                   |
| 010   | Former HŽ 2061-501                 | Эксплуатируется, грузовые перевозки                   |

### Дизельные вагоны
| Номер            | Тип                                 | Статус          |
| ---------------- | ----------------------------------- | --------------- |
| 1528, 1531, 1534 | Бывший FS ALn 668                   | Эксплуатируется |
| 01, 02, 03, 04   | Бывший SJ Y1 1281, 1304, 1306, 1313 | Эксплуатируется |

## Галерея

### Локомотивы
- 001, JŽ 661 128
- 002, JŽ 661 132
- 003, JŽ 661 228
- 004, JŽ 661 231
- 005, NSB Di 3a 619
- 006, NSB Di 3a 633
- 007, NSB Di 3b 641
- 008, NSB Di 3b 643
- 009, Vossloh G 1700

### Дизельные вагоны
- Y1 01 в Баблаке
- ALn 668 на стоянке в Косовом Поле